# VDAX
De VDAX is de index die de verwachte volatiliteit aangeeft van de Duitse beursindex de DAX index. Deze verwachtingen worden automatisch afgelezen uit de verhandelde opties op de DAX index. De hoogte van deze graadmeter geeft de "angst" aan voor grote bewegingen in de optiemarkt. De Amerikaanse variant hiervan is de VIX. In Nederland is in september 2007 de volatiliteitsindex VAEX geïntroduceerd.